# Komuro Mako
Komuro Mako (小室 眞子; Hepburn: Komuro Mako; 1991. október 23.–), korábban Mako hercegnő (眞子内親王; Mako naisinnó; Hepburn: Mako naishinnō) Fumihito japán herceg és felesége, Kiko legidősebb lánya. 2021. október 26-án a közrendű Komuro Keijel történt házassága folytán a császári udvartartási törvény értelmében maga is közrendűvé vált, így hercegnői státusát elvesztette.

## Élete
Komuro Mako Mako, Akisino hercegnő néven született 1991. október 23-án a tokiói császári palota kórházában. Két fiatalabb testvére van, Kako hercegnő és Hiszahito herceg. A Gakusúin Általános Iskolába, majd ugyanezen intézmény lányközépiskolájába járt. 2010 nyarán a University College Dublin egyetemen angolul tanult. Informálisan találkozott Írország akkori elnökével, Mary McAleese-zel és ellátogatott Észak-Írországba.
A tokiói Nemzetközi Keresztény Egyetemen szerzett alapfokú diplomát 2014-ben művészetek és kulturális örökség szakirányon. Még diákéveiben megszerezte a múzeumkurátori képesítést, valamint a járművezetői engedélyt. 2012 és 2013 között az Edinburgh-i Egyetemen művészettörténetet hallgatott. 2014 szeptemberétől a Leicester-i Egyetemen tanult egy évig, ahol muzeológia szakon szerzett mesterdiplomát. 2016 szeptemberében a Nemzetközi Keresztény Egyetemen doktori képzésre jelentkezett. Ugyanebben az évben kutatóként kezdett dolgozni a Tokiói Egyetem múzeumában.

## Nyilvános szereplései
2011-ben a hercegnő a japán hagyományok szerint felnőtté vált és innentől a császári család felnőtt tagjaiként hivatalos eseményeken is részt vett. Több szervezetnek is támogatója kett, többek között a Japán Teniszszövetségnek és a kulturális örökségvédelemmel foglalkozó Japán Kógei Szövetségnek.

### Hivatalos látogatásai
- 2015. december – Salvador és Honduras[21]
- 2016. szeptember – Paraguay[22]
- 2017. június – Bhután[23]
- 2017. augusztus – Magyarország[24]
- 2018. július – Brazília[25]
- 2019. július – Peru és Bolívia[26]

2017 nyarán Makót és édesapját magyarországi tartózkodása során az állattenyésztés érdekelte, valamint a Néprajzi Múzeumot is meglátogatták. A herceg és lánya számára különleges harcsakolbászt is felszolgáltak.

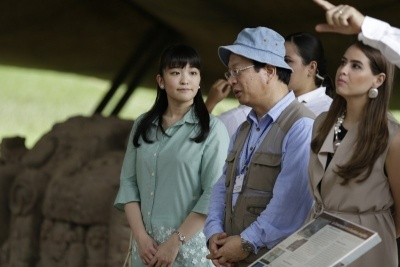
Mako hercegnő hondurasi látogatása során egy archeológussal

## Magánélete

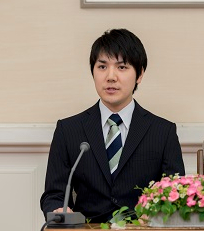
Komuro Kei 2017-ben, az eljegyzési sajtótájékoztatón

2017 májusában bejelentették, hogy Mako hercegnőt eljegyezték, párja Komuro Kei, akivel az egyetemen ismerkedtek meg. A híradások szerint 2013 óta jártak együtt. Esküvőjüket eredetileg 2018 novemberében tervezték megtartani, de elhalasztották, miután Komuro édesanyja pénzügyi vitába keveredett korábbi jegyesével. Emiatt a császári család és a közvélemény is ellenezte a házasságot. 2021 elején Komuro egy 28 oldalas nyilatkozatban igyekezett tisztázni a helyzetet. A házasságkötésre végül egyszerű ceremónia keretében 2021. október 26-án került sor egy hivatalban.
 A császári udvartartási törvény értelmében Mako a házasságát követően nem tagja többé a császári családnak, mivel közemberhez ment feleségül, így hercegnői címét elvesztette. Az anyósa pénzügyi botránya miatt Mako nem fogadta el azt a 140 millió jenes illetményt sem, 
melyet a császári családot elhagyó hercegnőknek fizet ki a kormány. Ő a császári család első nőtagja, aki lemondott a hivatalos esküvői ceremóniáról és a neki járó pénzösszegről is.
Néhány héttel az esküvő előtt a hercegnőt komplex poszttraumás stressz szindrómával diagnosztizálták egy tokiói kórházban. A diagnózis szerint a szindróma okai a hercegnő korai középiskolai éveire, a császári család tagjaitól, a médiától és a közvéleménytől elszenvedett kritikákra vezethetők vissza.

## Címe, megszólítása és kitüntetései
Házassága előtt az őcsászári fensége, Mako hercegnő megszólítás járt neki. Házasságát követően férje vezetéknevét kapta, így Komuro Mako lett a neve.
Kitüntetései
- A becses korona érdemrendjének nagyszalagja (2011. október 23.)[43]
- :  A Rio Branco-rend nagykeresztje (2021. október 12.)[44]
- :  Paraguay Nemzeti Érdemrendje nagykeresztje (2021. október 5.)[45]